# 私掠免許

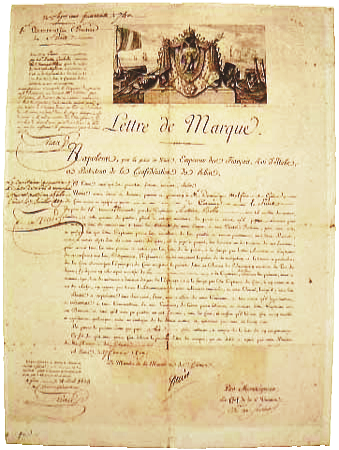
私掠免許

私掠免許あるいは私掠免許状（しりゃくめんきょ、しりゃくめんきょじょう、英: Letter of Marque）とは、帆船の時代に、民間の船が他国の船を攻撃・拿捕することを国家が認めた他国船拿捕免許状である。勅許特許状の一種。戦時に限られる私掠免許状と、平和時でも認められる復仇免許状（ふっきゅうめんきょじょう、英: Letter of reprisal）とがあった。何れの場合でも、この特許状を携えた船舶は私掠船と呼ばれ、発行国の責任の下で公海上で該当船舶を拿捕すること、つまり海賊行為が合法的に許可された。
私掠免許は政府に許可料を支払うことで取得でき、船主は自費で戦争に参加する見返りに拿捕した敵の財産を受け取ることができた。このときの取り分が被った損害と同等の額までのものを報復的拿捕認可状（復仇免許状と同義）、取り分が無制限であるものを私掠免許と呼ぶ。復仇は、相手国への損害賠償請求を個別の自力救済で行うことを許可したものであり、私掠は、戦時下において個人に許可された合法的な戦闘行為であり、違法な海賊とは異なる、国家公認の経済活動として認識されており、敵船から没収した財産であっても課税の対象であった。

## 歴史
私掠免許をはじめて発行したのはイングランドであり、起源は海賊を捕える私兵のための拿捕許可状といわれる。私掠免許は戦争に際して何度か発行された。代表的なものとしてはイングランドの女王であるエリザベス1世（1533 - 1603）がキャプテン・ドレークに発行した免許が挙げられる。
免許状を発行する国家は1792年のフランス憲法制定会議や1856年のパリ条約（パリ宣言）を経て徐々に減少し、1909年のアメリカ合衆国の発行停止をもって事実上廃止された。